# Новоолександрівка (Дніпровський район)
Новоолекса́ндрівка — село в Україні, центр Новоолександрівської сільської територіальної громади Дніпровського району Дніпропетровської області. Населення за оцінкою 2024 року становило близько 4000 осіб.

## Географія
Новоолександрівка розташована на берегах річки Мокра Сура, в центральній частині Дніпропетровської області. Біля берегів річки висота над рівнем моря — 55-60 метрів, в інших частинах села досягає 90 метрів. До Мокрої Сури впадають  річки  Войцехова балка та Чаплина балка.
До Новоолександрівки примикають південні околиці міста Дніпра, входить до Дніпровської агломерації. На заході межує з селом Сурсько-Литовське, на сході — з селом Братське.
Поруч проходять автомобільні дороги Н08 і Т 0421 і залізниця, станція Платформа 221 км.

## Історія
З давнини територія села входила до складу земель Запорозької Січі. Ось як пише про заснування села дослідник краю, архієпископ Феодосій Макаревський:
```
...въ 1770 году Командиръ запорожской флотиліи Данило Третьякъ отбилъ, при Кинбурнѣ, у хана Крымскаго ясырь (взятыхъ въ плѣнъ) Волоховъ и жидовъ муж. и женск. пола 673 души и прислалъ въ Сѣчь; по распоряженію [атамана] Кальнишевскаго, всѣ Волохи поселены также въ Кайдакской паланкѣ, гдѣ они составили особое селеніе, доселѣ существующее въ Екатеринославскомъ уѣздѣ, подъ именемъ 
Волосскихъ Хуторовъ
```

У 1886 році у Волоських Хуторах проживало 550 осіб, село входило Волоської волості Катеринославського повіту Катеринославської губернії.
Після переселення сюди нових жителів слободу перейменували на Новонаселену, а ще пізніше село отримало сучасну назву.
За переписом 1897 року кількість мешканців зросла до 1047 осіб (521 чоловічої статі та 526 — жіночої), з яких 1028 — православної віри.
Поблизу Новоолександрівки в XIX столітті виникли ще два села:
- за Мокрою Сурою з'явилось поселення сімей, що прибули сюди з Лоцманської Кам'янки. Поселення спочатку називалось Лоцманські Хутори, потім Сурські Хутори, а з 1893 року — Сурсько-Покровське.
- неподалік від Волоських Хуторів розміщувалося кріпосне село Лапіно. Назва від власника — полтавського поміщика Лапи. Згодом це село стали називати Селецьке.

За переписом 1897 року кількість мешканців Селецького становила 588 осіб (286 чоловічої статі та 301 — жіночої), з яких 586 — православної віри.
У 1953 році Сурсько-Покровське і Селецьке були приєднані до Новоолександрівки.

## Населення

### Мова
Розподіл населення за рідною мовою за даними перепису 2001 року:
| Мова            | Кількість | Відсоток |
| --------------- | --------- | -------- |
| українська      | 3590      | 79.74%   |
| російська       | 871       | 19.35%   |
| білоруська      | 10        | 0.22%    |
| вірменська      | 5         | 0.11%    |
| румунська       | 3         | 0.07%    |
| болгарська      | 2         | 0.04%    |
| інші/не вказали | 21        | 0.47%    |
| Усього          | 4502      | 100%     |

## Сучасність

### Промисловість і господарство
Найбільше підприємство села — Новоолександрівський цегельний завод, одне з найбільших в Дніпропетровській області підприємств з виробництва керамічної цегли. Понад 200 працівників.
Також діє ТОВ Агрофірма «Новоолександрівська» та декілька фермерських господарств.

### Заклади соціальної сфери
У Новоолександрівці є середня загальносвітня школа, дошкільний навчальний заклад «Світлячок», дільнича лікарня, аптека, бібліотека.
У селі збудовано спортивний комплекс з футбольним полем, який є базою дитячої футбольної команди корпорації «АТБ».
Транспорт
Через Новоолександрівку проходять автошлях Н08 і регіональний автошлях Т 04 21, а також Придніпровська залізниця.

## Пам'ятки
Поблизу села наявний ландшафтний заказник місцевого значення Балка Кирпична.
У східній частині села навесні 2021 року археологами досліджено унікальний курган епохи енеоліту-бронзи, виявлено огорожу з кам'яних брил вагою до 1 т (кромлех) діаметром 18 м і близько 20 захоронень близько 3500 — 2500 років до н. е.

## Галерея

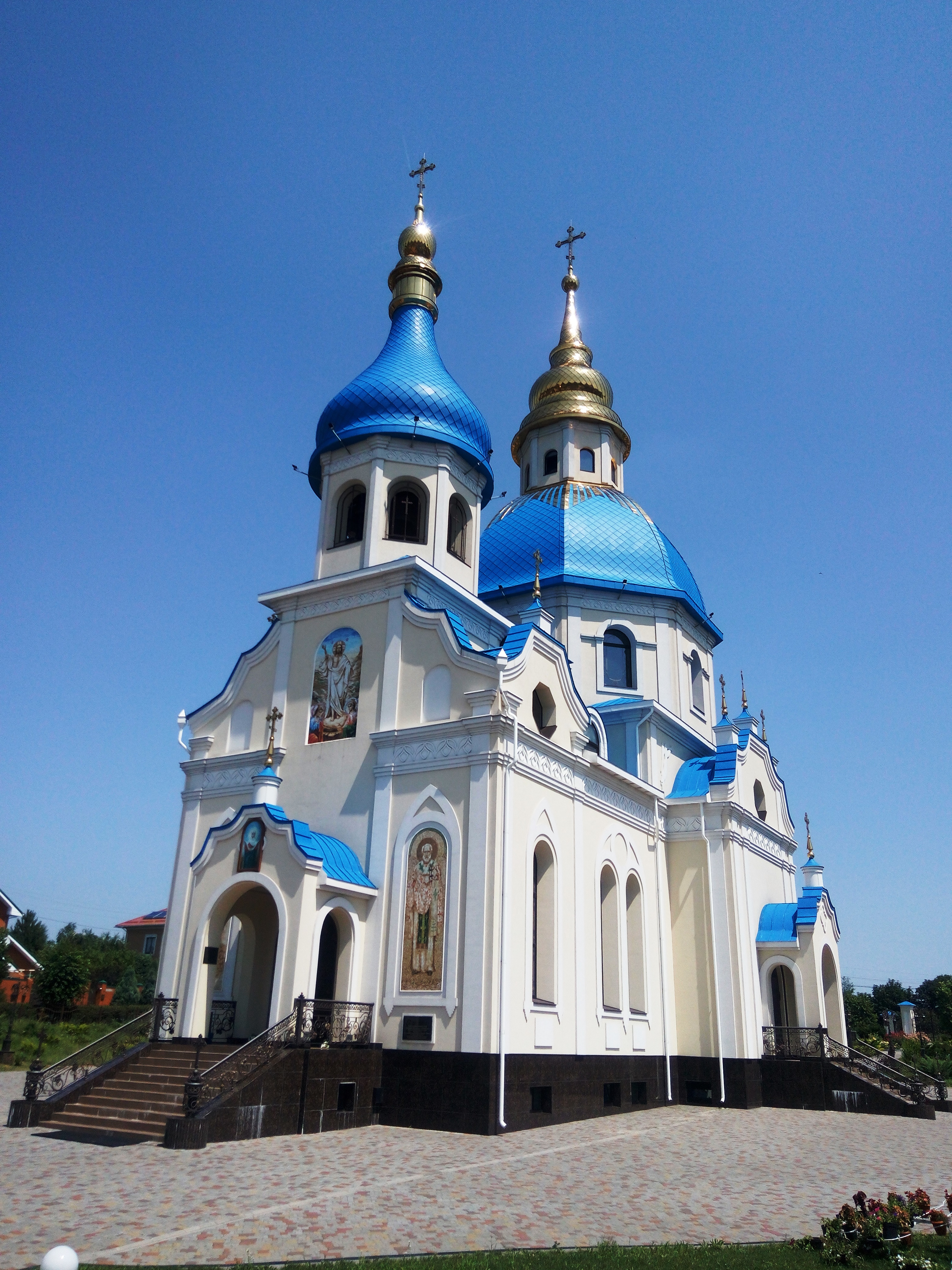
Свято-Покровський храм
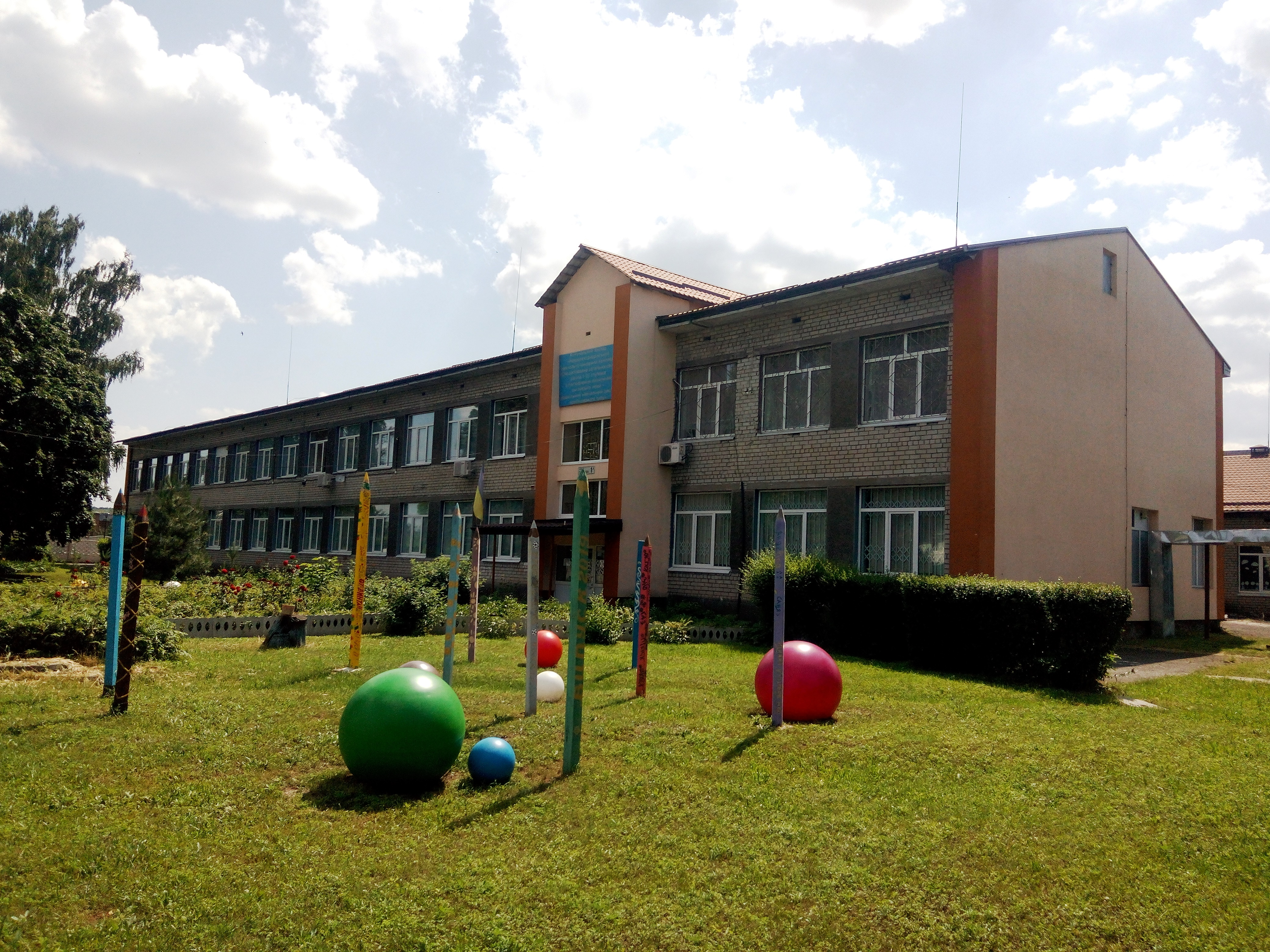
Спеціалізована загальноосвітня школа I-III ступеня
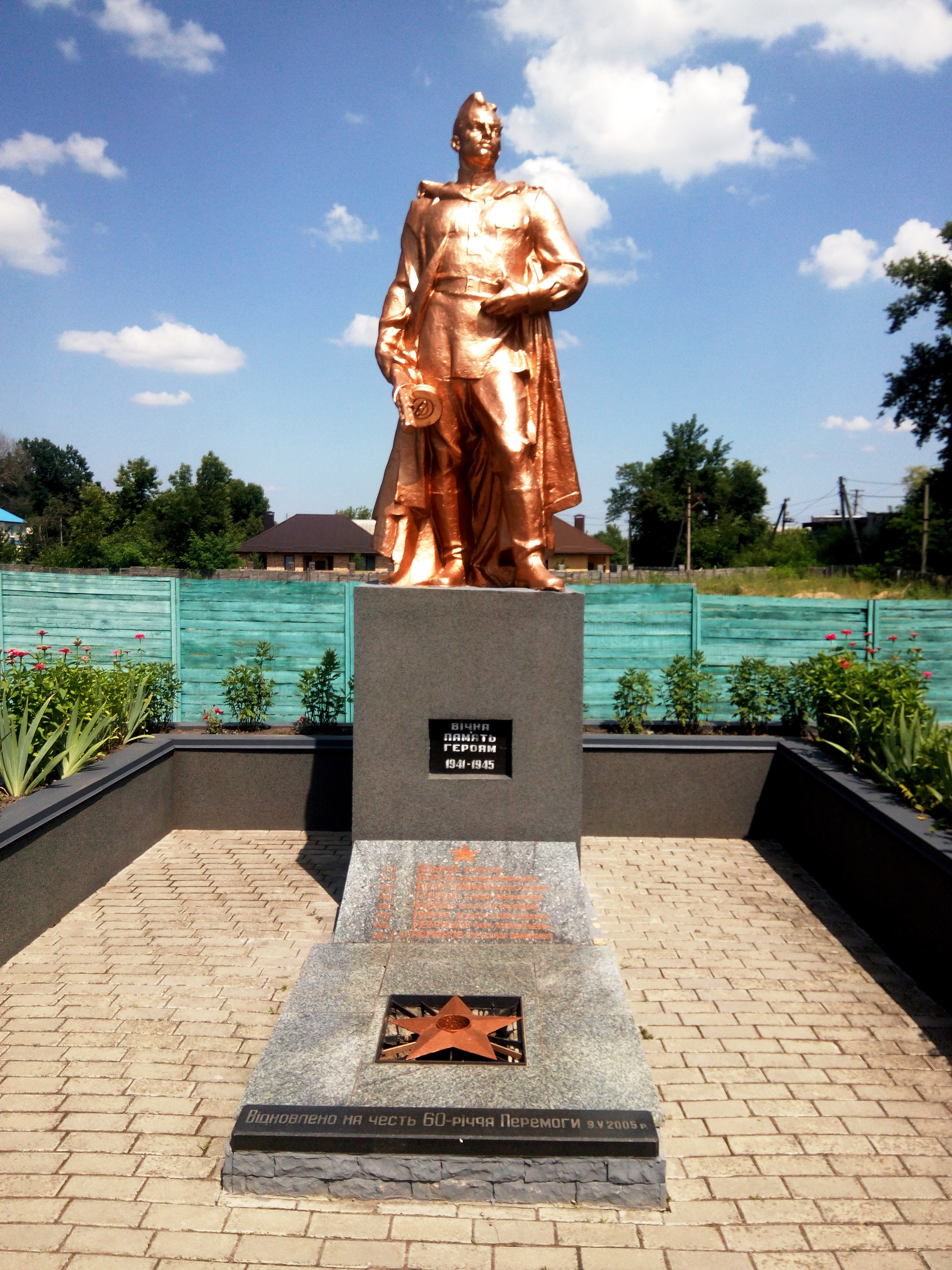
Військовий меморіал
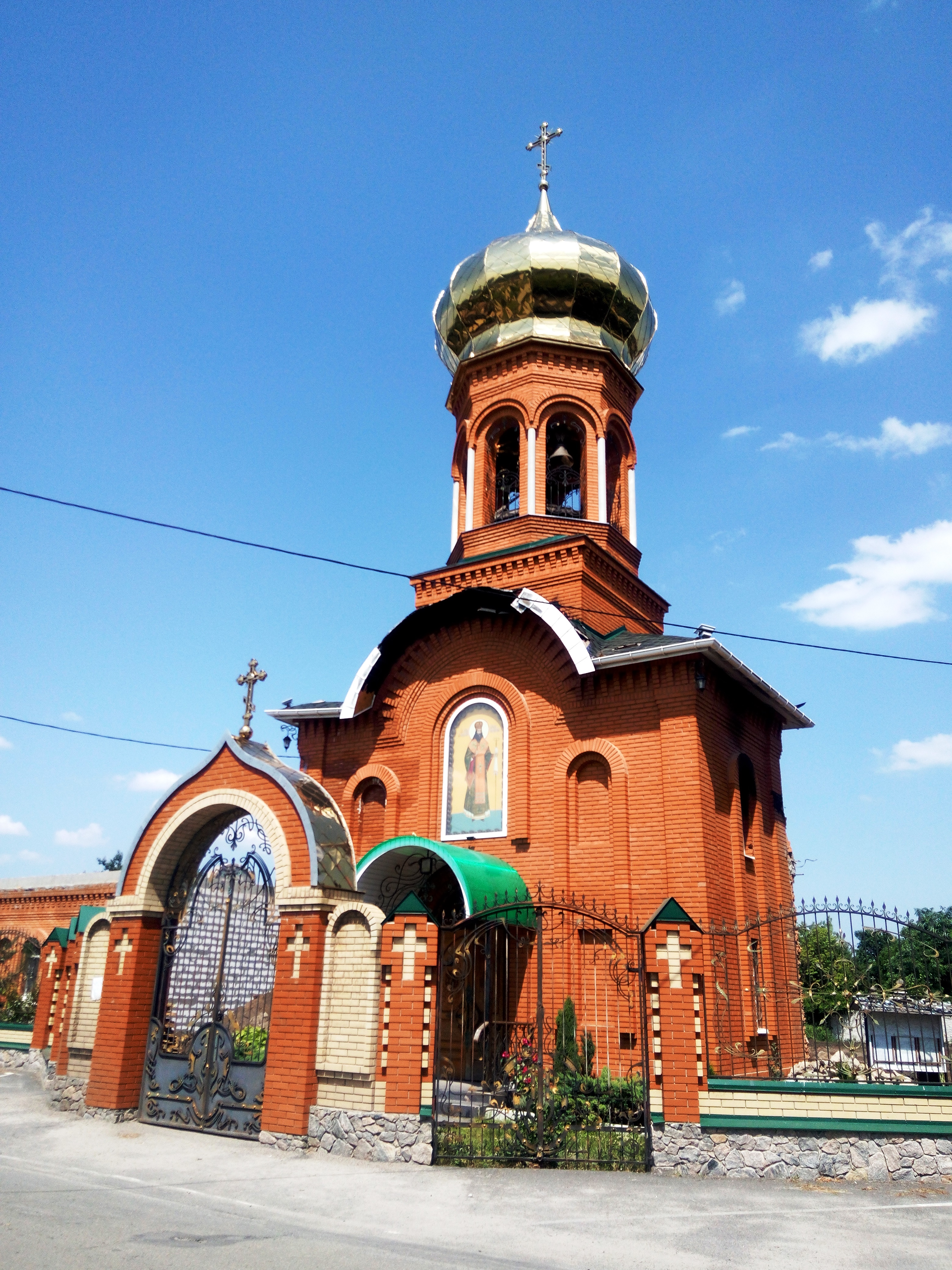
Храм Святителя Феодосія Чернігівського (пошкоджений пожежею в січні 2021 р.)
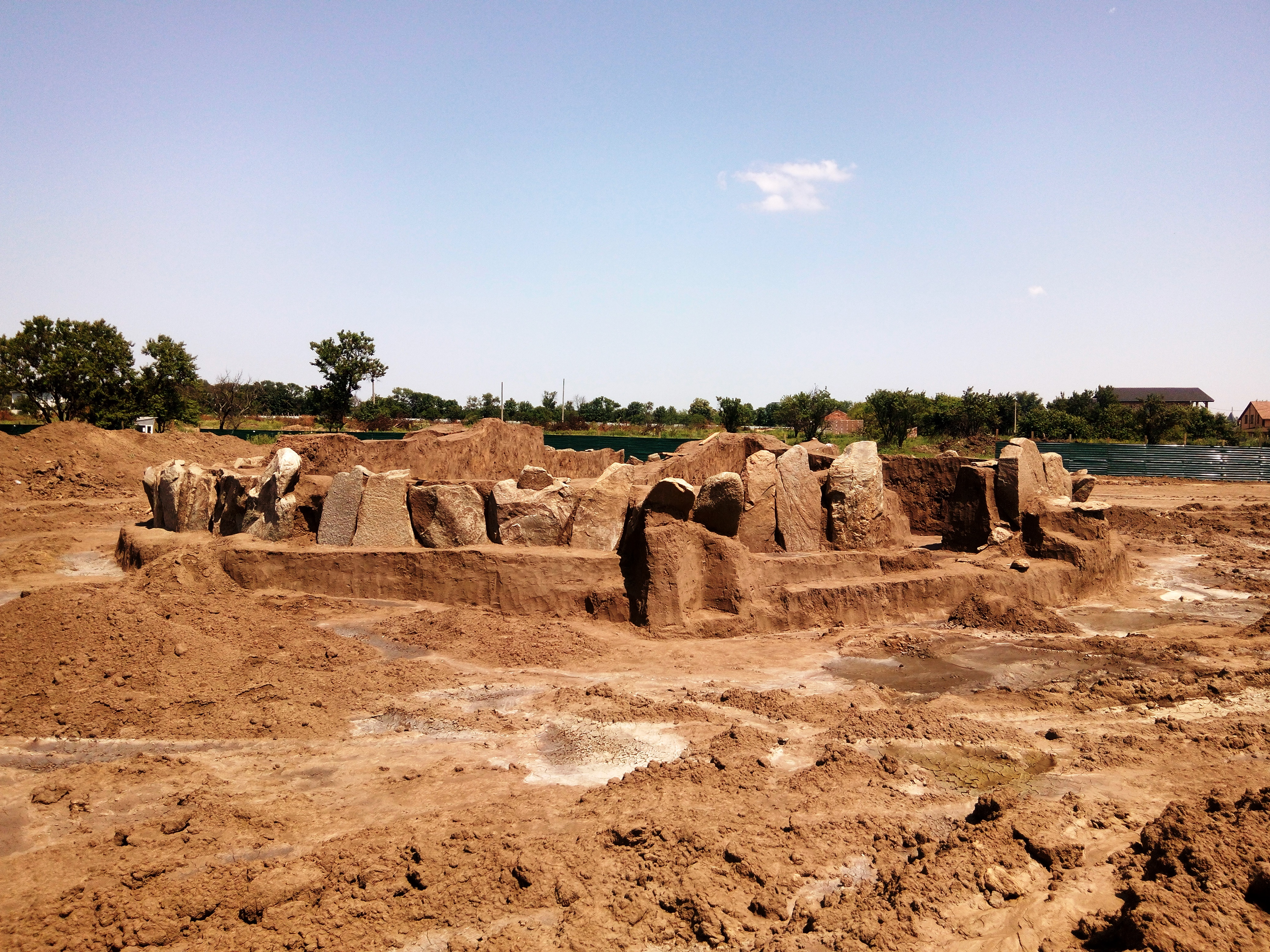
Новоолександрівський курган
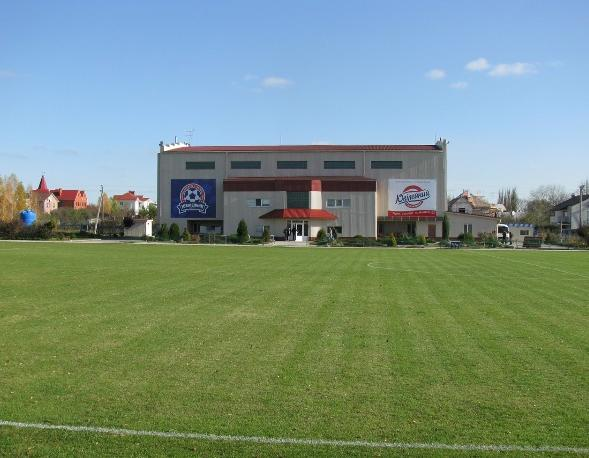
Стадіон «Ювілейний»